# Iglesia de Santa María de la Asunción (Rentería)
La iglesia de Santa María de la Asunción es un inmueble de la localidad española de Rentería, en la provincia de Guipúzcoa.

## Descripción
El edificio se encuentra en la localidad española de Rentería, perteneciente a la provincia de Guipúzcoa, en la comunidad autónoma del País Vasco. Se menciona como iglesia parroquial del lugar en el Diccionario histórico-geográfico-descriptivo de los pueblos, valles, partidos, alcaldías y uniones de Guipúzcoa (1862) de Pablo de Gorosábel, donde aparece descrita con las siguientes palabras:

La única iglesia parroquial que hay en esta villa es de la advocacion de Santa María de la Asuncion; servida por un vicario, cuatro beneficiados de racion entera y dos de media. Es de tres naves con ocho columnas gruesas, bastante capaz, de buena arquitectura y sólida construccion; cuyo conjunto indica mucha antigüedad. El retablo mayor es de piedra jaspe de color de chocolato, extraida de las canteras del monte de Archipi, jursidiccion de la misma villa; cuyas cuatro columnas tienen piezas enteras de diez y siete piés y medio cada una. Esta preciosa obra, trazada por D. Ventura Rodriguez, arquitecto mayor de la villa de Madrid, fué ejecutada bajo la direccion de D. Francisco de Asurmendi: su escultura y adornos de estuco lo fueron por D. Alfonso Bergaz, arquitecto de la misma córte. Dicho retablo fué costeado por la villa, como patrona que es de esta iglesia; y concluido enteramente en el año de 1784, se inauguró con tres dias de funcion solemne. Lo que mas llama la atencion, y aun causa admiracion en esta iglesia, es un arco fabricado en el ángulo del poniente de ella, sosteniendo una alta torre de campanas de inmensa mole. Este arco sirve de tránsito á las gentes; y sin embargo de que carga sobre él un peso tan enorme, y sin embargo de que carga sobre él un peso tan enorme, y de recibir además el empuje de la pared meridional de la iglesia, no tiene mas fortificacion que un estribo de poco cuerpo en el vertice de su ángulo de la parte meridional. Por estos conceptos está reputada como una obra atrevida, y que apenas se puede concebir se haya podido conservar en tantos años de existencia. El frontispicio ó portada de esta iglesia es un cuerpo de arquitectura de órden dórico de buen gusto y magnificencia.
(Gorosábel, 1862, p. 416)